# Opowieści z Narnii
Opowieści z Narnii (ang. The Chronicles of Narnia) – cykl siedmiu powieści fantasy napisanych przez C.S. Lewisa. Uważany za klasykę literatury dziecięcej oraz najlepszą pracę autora, sprzedał się w ponad stu dwudziestu milionach egzemplarzy w czterdziestu jeden językach. Napisany przez Lewisa pomiędzy rokiem 1949 a 1954 i zilustrowany przez Pauline Baynes, został kilkukrotnie zaadaptowany, częściowo lub w całości, na potrzeby radia, telewizji, teatru i kina. Oprócz dużej liczby motywów chrześcijańskich, cykl zapożycza postaci i idee z mitologii greckiej oraz rzymskiej, jak również z tradycyjnych baśni brytyjskich i irlandzkich.
Opowieści z Narnii opowiadają o przygodach dzieci, które odkrywają historię świata, miejsca, gdzie zwierzęta mówią, magia jest powszechna, a dobro walczy ze złem. W każdej z książek, z wyjątkiem Konia i jego chłopca, protagonistami są postaci z realnego świata, które w magiczny sposób przenoszone zostają do Narnii aby pomóc Lwu Aslanowi w zażegnaniu trwającego tam kryzysu.

## Siedmioksiąg
Opowieści z Narnii zostały przetłumaczone na czterdzieści jeden języków i są nieprzerwanie wydawane od 1954 roku; do tej pory sprzedały się w liczbie ponad stu milionów egzemplarzy. Lewis został nagrodzony w 1956 roku Carnegie Medal, angielską nagrodą literacką, za Ostatnią bitwę – ostatnią część cyklu. Książki zostały napisane pomiędzy 1949 a 1954 rokiem, jednak w innej kolejności niż były początkowo wydane, oraz w innej niż są tu prezentowane. Pierwotnym twórcą ilustracji była Pauline Baynes i to właśnie jej rysunki są wciąż używane w dzisiejszych wydaniach. Siedem ksiąg, które składa się na Opowieści z Narnii, jest przedstawionych poniżej w kolejności, w jakiej zostały pierwszy raz wydane.

### Lew, czarownica i stara szafa (1950)
Ukończona zimą 1949 roku i opublikowana rok później, powieść Lew, czarownica i stara szafa opowiada historię czwórki zwyczajnych dzieci: Piotra, Edmunda, Zuzanny i Łucji Pevensie. W domu profesora Kirke’a odkrywają szafę, która prowadzi do magicznego świata Narnii. Rodzeństwo Pevensie pomaga Aslanowi uratować Edmunda z rąk złej Białej Czarownicy, która rządzi Ker – Paravelem i Samotnymi Wyspami od stu lat bezustannej zimy.

### Książę Kaspian (1951)
Kolejną powieścią w cyklu jest Książę Kaspian. Ukończony jesienią 1949 roku i opublikowany dwa lata później opowiada historię drugiej wyprawy dzieci Pevensich do Narnii. Zostają przywołane siłą rogu Zuzanny, użytego przez Kaspiana, kiedy był w potrzebie. Książę ucieka do lasu przed swoim wujem Mirazem, który uzurpował sobie tron. Raz jeszcze rodzeństwo wyrusza, aby ocalić Narnię. Wspierane najpierw przez innych Narnijczyków, a ostatecznie przez samego Aslana, udaje im się zwrócić tron jego prawowitemu władcy.

### Podróż „Wędrowca do Świtu” (1952)
Następną pozycją jest, ukończona zimą 1950 i opublikowana w 1952 roku, Podróż „Wędrowca do Świtu”. Obraz wciąga Łucję i Edmunda Pevensie, wraz z ich pedantycznym kuzynem Eustachym Scrubbem, do Narnii. Kiedy już tam są, dołączają do wyprawy Kaspiana, mającej na celu odszukanie siedmiu lordów wygnanych w czasach, kiedy Miraz objął tron. Ta niebezpieczna podróż w kierunku znajdującego się na początku świata, kraju Aslana staje się dla nich szansą stanięcia twarzą w twarz z wieloma cudami i niebezpieczeństwami, jakie oferuje Narnia.

### Srebrne krzesło (1953)
Czwartą powieścią w cyklu jest, ukończone wiosną 1951 roku i opublikowane w 1953 roku, Srebrne Krzesło, będące pierwszą narnijską książką bez rodzeństwa Pevensie. Zamiast nich Aslan przywołuje do Narnii Eustachego razem z jego koleżanką z klasy Julią Pole. Na miejscu dostają cztery znaki, mające pomóc im w odnalezieniu księcia Riliana, syna Kaspiana, porwanego dziesięć lat wcześniej. Eustachy i Julia, z pomocą Błotosmętka, stawiają czoła olbrzymiemu niebezpieczeństwu zanim udaje im się odnaleźć Riliana, przetrzymywanego wbrew swojej woli pod urokiem Zielonej Czarownicy.

### Koń i jego chłopiec (1954)
Piątą częścią jest, ukończony wiosną 1950 roku i opublikowany cztery lata później, Koń i jego chłopiec. Powieść przenosi akcję w czasy rządów rodzeństwa Pevensie, ery, która zaczyna się i kończy w ostatnim rozdziale Lwa, czarownicy i starej szafy. Książka opowiada historię mówiącego konia Bree oraz młodego chłopca o imieniu Szasta, którzy są niewolnikami w Kalormenie. Spotykają się przypadkiem i razem planują odzyskać wolność, uciekając do Narnii. W trakcie podróży odkrywają planowany przez Kalormeńczyków napad na Archelandię i decydują się dotrzeć tam pierwsi, aby ostrzec króla. Po bitwie z Kalormeńczykami Szasta dowiaduje się, że jest następcą tronu Archenlandii, który został porwany za młodu.

### Siostrzeniec czarodzieja (1955)
Przedostatnią częścią serii jest, ukończony zimą 1954 roku i opublikowany w 1955, Siostrzeniec czarodzieja. Książka przenosi czytelnika w czasy początków Narnii, gdzie dowiaduje się on, jak Aslan stworzył tę krainę oraz w jaki sposób dostało się do niej zło. Digory Kirke i jego przyjaciółka Polly Plummer przypadkiem przenoszą się do innych światów, eksperymentując z magicznymi pierścieniami stworzonymi przez wujka Digory’ego. Tam spotykają Jadis, przyszłą Białą Czarownicę, i są świadkami stworzenia świata Aslana. Przeżyta przez Digory’ego i Polly przygoda pozwala odpowiedzieć na wiele istotnych pytań, dotyczących tej magicznej krainy.

### Ostatnia bitwa (1956)
Ostatnią książką cyklu jest, ukończona wiosną 1953 roku i opublikowana w 1956, Ostatnia bitwa, będąca kroniką wydarzeń, ukazujących koniec Narnii. Julia i Eustachy powracają, aby uratować bajkową krainę od Krętacza, małpy, która, przekonując osła Łamigłówka do odgrywania roli Aslana, doprowadza do ostatecznej rozgrywki pomiędzy Kalormenami i królem Tirianem.

## Kolejność czytania
Fani cyklu często mają różne opinie na temat właściwej kolejności, w jakiej należy czytać poszczególne części Opowieści z Narnii. Początkowo nie były one numerowane. Pierwszym, który tego dokonał, był amerykański wydawca Macmillan numerujący książki w kolejności, w jakiej zostały pierwotnie wydane. Kiedy HarperCollins uzyskał prawa do cyklu w 1994 roku, poszczególne części serii zostały ponumerowane zgodnie z chronologicznym porządkiem zasugerowanym przez Douglasa Greshama, pasierba Lewisa. Natomiast uczeni piszący na temat Narnii są zgodni, że kolejność, w jakiej zostały one wydane nie jest tą, w jakiej zostały napisane.
| Kolejność pisania             | Kolejność wydania             | Chronologia w świecie przedstawionym |
| ----------------------------- | ----------------------------- | ------------------------------------ |
| Lew, czarownica i stara szafa | Lew, czarownica i stara szafa | Siostrzeniec czarodzieja             |
| Książę Kaspian                | Książę Kaspian                | Lew, czarownica i stara szafa        |
| Podróż „Wędrowca do Świtu”    | Podróż „Wędrowca do Świtu”    | Koń i jego chłopiec                  |
| Koń i jego chłopiec           | Srebrne krzesło               | Książę Kaspian                       |
| Srebrne krzesło               | Koń i jego chłopiec           | Podróż „Wędrowca do Świtu”           |
| Siostrzeniec czarodzieja      | Siostrzeniec czarodzieja      | Srebrne krzesło                      |
| Ostatnia bitwa                |                               |                                      |

Na poparcie zaproponowanego przez siebie pomysłu Gresham zacytował odpowiedź Lewisa na jeden z listów od amerykańskiego fana, który kłócił się ze swoją matką o poprawną kolejność:

Sądzę, że bardziej zgadzam się z twoją kolejnością [chronologiczną] niż z tą zaproponowaną przez Twoją matkę. Cykl nie został zaplanowany z góry, jak ona sądzi. Kiedy pisałem Lwa nie sądziłem, że napiszę coś jeszcze. Wtedy napisałem Księcia Kaspiana, jako drugą część, i ciągle nie myślałem, że pojawia się kolejne, a gdy napisałem Podróż byłem już całkowicie pewien, że to będzie ostatnia, ale okazało się, że byłem w błędzie. Tak więc, być może, nie liczy się za bardzo kolejność w jakiej ktoś je czyta. Nie jestem nawet pewien czy wszystkie pozostałe zostały napisane w kolejności, w jakiej zostały wydane.

W wydaniu dla dorosłych (2005) HarperCollins zapewnia, że Lewis preferował wybraną przez nich kolejność, drukując uwagę na stronie ze szczegółami wydawniczymi:

Mimo tego, że Siostrzeniec czarodzieja został napisany kilka lat po tym jak C.S. Lewis rozpoczął pisanie Opowieści z Narnii to chciał, aby był on czytany, jako pierwsza książka w cyklu. HarperCollins ma przyjemność przedstawić państwu książki w kolejności, w jakiej życzył sobie profesor Lewis.

Niektórzy czytelnicy, którzy doceniają pierwotną kolejność wierzą, że Lewis był uprzejmy w stosunku do swojego młodego czytelnika i mógł zmienić ich kolejność. Utrzymują oni, że wiele z magii Narnii pochodzi ze sposobu, w jaki świat jest stopniowo przedstawiany w Lwie, czarownicy i starej szafie. Twierdzą, że tajemnicza szafa, jako pewien narracyjny zabieg, jest znacznie lepszym wprowadzeniem do Narnii niż ten z Siostrzeńca czarodzieja, gdzie słowo Narnia pojawia się w pierwszym akapicie, jako coś już znajomego czytelnikowi. Nie mniej jednak, to właśnie tutaj czytelnik dowiaduje się, jak owa kraina powstaje. Co więcej, jest jasne z samych książek, że Lew miał być czytany najpierw, a nie Siostrzeniec. Kiedy imię Aslan jest po raz pierwszy wspomniane w Lwie, czarownicy i starej szafie narrator stwierdza, że żadne z dzieci nie miało pojęcia, kim jest ów Aslan bardziej niż wy. Osoby, które popierają pierwotna numerację, twierdzą, że to nonsens, jeżeli ktoś już czytał Siostrzeńca czarodzieja. Cytowane są również inne tego rodzaju przykłady z tekstu. Argumentacja ta częściowo opiera się na różnicy pomiędzy chronologią i narracją.

## Odniesienia chrześcijańskie
Można doszukać się konkretnych odniesień chrześcijańskich w każdej z poszczególnych książek i postaci.
C.S. Lewis był osobą, która nawróciła się na chrześcijaństwo, wcześniej pisząc kilka prac na temat apologetyki tego wyznania i fantastyki z jego motywami. Jednak Lewis nie zamierzał początkowo umieszczać koncepcji teologicznych w Opowieściach z Narnii. Pisząc w Of Other Worlds stwierdził:

„Niektórym się wydaje, że zacząłem zastanawiać się jak mógłbym powiedzieć coś o chrześcijaństwie dzieciom; potem wybrałem baśnie, jako narzędzie; następnie zebrałem informacje na temat psychologii dziecięcej i zdecydowałem, dla jakiej grupy wiekowej pisać; ostatecznie utworzyłem listę prawd chrześcijańskich i stworzyłem alegorie, aby nadać im formę. To wszystko to czysty nonsens. Nie mógłbym pisać w ten sposób. Wszystko zaczęło się od obrazów; faun niosący parasolkę, królowa w saniach, wspaniały lew. Na początku nie było w nich nic chrześcijańskiego; ten element sam wplótł się w historię."

Lewis, ekspert w dziedzinie alegorii i autor Alegorii Miłości (ang. The Allegory of Love), twierdził, że książki nie były alegorią i wolał nazywać ich chrześcijański aspekt „domniemanym”. Wskazuje to, że Lewis postrzegał Narnię jako fikcyjny świat równoległy. Pisząc list do pani Hook w grudniu 1958 roku, Lewis napisał:

Jeżeli Aslan byłby odpowiednikiem niematerialnego bóstwa w ten sam sposób, w jaki Gigant Rozpacz (postać z The Pilgrim’s Progress) przedstawia rozpacz to byłby on postacią alegoryczną. W rzeczywistości jednak, jest wymysłem, który daje bajkową odpowiedź na pytanie, ‘w jaki sposób wyglądałby Chrystus, jeżeli naprawdę istniałby taki świat jak Narnia, a On wybrałby, aby się w nim pojawić i umrzeć, a następnie zmartwychwstać, tak jak zrobił to w naszym?’ To wcale nie jest alegoria.

Wraz z wpuszczeniem na ekrany w 2005 roku disneyowskiego filmu odżyło zainteresowanie odniesieniami chrześcijańskimi znajdującymi się w książkach. Jedni uważają je za niesmaczne, podczas gdy umykają one, jeżeli nie ma się pojęcia o chrześcijaństwie. Alan Jacobs, autor Narnii: Życie i Wyobraźnia C.S. Lewisa twierdzi, że Lewis staje się zakładnikiem amerykańskiej wojny kultur. Inni postrzegają Opowieści, jako świetne narzędzie ewangelizacji. Chrześcijaństwo w powieściach stało się punktem centralnym wielu książek.

### Potomkowie Adama i Ewy w dziejach Narnii
Pierwsi ludzie jacy pojawili się w Narnii to Digory i jego koleżanka Pola, wuj Digory’ego Andrzej oraz pobożny dorożkarz londyński Frank i sprowadzona później przez Aslana jego żona Helena.
Oprócz Heleny wszyscy oni byli świadkami, jak Aslan tworzy świat Narnii z czarnej pustki swoim słowem, a właściwie pieśnią.
Fakt, że Frank był praktykującym, pobożnym chrześcijaninem, predysponował go do roli przyszłego pierwszego króla Narnii, wskazują na to słowa samego Aslana:

– Synu – rzekł Aslan do niego – znam cię od dawna. A ty mnie znasz?

– Chyba nie, panie – odpowiedział dorożkarz. – W każdym razie nie tak, jak to się zwykle rozumie. Ale jeśli już mam być szczery, to jednak coś takiego czuję, jakbyśmy się już kiedyś spotkali.

– To dobrze – rzekł Lew. – Znasz mnie lepiej niż ci się wydaje, a będziesz żył, by poznać mnie jeszcze lepiej...

Zresztą odwołania do chrześcijaństwa i wskazówki świadczące o tym, iż Aslan, syn Wielkiego Władcy zza Morza jest uosobieniem Chrystusa, pojawiają się wielokrotnie. Ilustruje to chociażby scena ofiarowania się Aslana na kamiennym stole za człowieka, „syna Adama i Ewy” – Edmunda. Aslan na końcu części Podróż „Wędrowca do Świtu” widziany jest, przez dzieci, jako mały baranek, jagnię, co również jest symbolem chrześcijańskim Jezusa.
Od samych początków Narnii ustalone jest, że jedynymi prawowitymi królami Narnii mogą być potomkowie Adama i Ewy.
Właściwie nie wiadomo, czy zła królowa Jadis, która zniszczyła swój cały równoległy świat i cywilizację Charn w walce o władzę, jest człowiekiem. Wygląd ma jak najbardziej ludzki, jednak nie jest ona człowiekiem w znaczeniu, jakiego używa Aslan, czyli potomkiem Adama i Ewy, według pana Bobra, w pierwszej części, Jadis pochodzi w części od dżinnów i olbrzymów.
Nie ma bliższych informacji o bezpośrednich potomkach króla Franka i królowej Heleny, wiadomo jedynie, że jedna linia władała Narnią, podczas gdy druga południową krainą Archenlandią.
Kolejni ludzie w Narnii to czwórka dzieci z pierwszej części Opowieści, czyli rodzeństwo Edmund, Łucja, Piotr i Zuzanna. Dostają się oni do Narnii przez szafę wykonaną z drzewa, które wyrosło z zakopanego ogryzka jabłka zerwanego z Drzewa Opieki. Jabłko to kazał zerwać Digoremu Aslan, aby ten zabrał je dla śmiertelnie chorej matki, co przywróciło ją do pełni zdrowia.
Wiadomo też, że za czasów panowania Wielkiego króla Piotra i jego rodzeństwa, króla Edmunda i królowych Łucji i Zuzanny, na dworze Archenlandii panował król Luna, który miał synów bliźniaków Korina oraz starszego o 20 minut, porwanego Kora, który dzięki kierowanemu przez Aslana splotowi wydarzeń, uratował Archenlandię, a pośrednio Narnię od najazdu Tarkaanów, mieszkańców krainy leżącej na południe od Archenlandii, Kalormenu.
Kor wraz z żoną Arawis, z którą uciekał z Kalormenu, miał syna Rama Wielkiego.
Czas panowania rodzeństwa to tak zwany Złoty Wiek.
W kolejnym etapie Narnię najeżdża lud Telmarów, pochodzący od Piratów, których okręt rozbił się w naszym świecie gdzieś na morzach południowych. Jako że byli piratami, nie mogli się na wyspie zgodzić ani ze sobą, ani z miejscową ludnością, więc co pewien czas wybuchał konflikt. Podczas jednego z nich część ludności próbowała się schronić w jednej z górskich jaskiń, która jak się okazało była jedną z ostatnich szczelin między światami. W ten sposób dostali się do krainy Telmar. Po wielu stuleciach przyszedł okres wielkiego głodu, co legło u podstaw inwazji na Narnię pogrążoną wówczas w chaosie, na skutek niespodziewanego zniknięcia czterech władców.
Po wielkiej bitwie, między Mirazem a siłami „Starej Narnii”, pod przywództwem prawowitego władcy Kaspiana X Żeglarza, Aslan zaproponował części Telmarów, którzy nie chcą uznać władzy Kaspiana i praw mówiących zwierząt, powrót na ową, wtedy bezludną wyspę do naszego świata. Kłóci się to trochę chronologicznie z faktem, iż Narnia powstała za czasów XIX-wiecznej Anglii (a swój kres ma gdzieś pod koniec lat 40. XX wieku). Jednak całe Opowieści pełne są takich dziwnych zakrzywień czasoprzestrzennych między światami, z „węzłem centralnym” w Lesie Między Światami. Pierwszym królem Narnii po inwazji Telmarów był Kaspian I Zwycięzca.
Za czasów Kaspiana VIII powstaje zamek – siedziba królów dynastii Telmarskiej, leżący w pobliżu Skalnego Mostu. Twierdza Ker-Paravel, zbudowana u ujścia Wielkiej Rzeki do morza, w owym czasie była już silnie nadgryziona zębem czasu, zresztą Telmarowie unikali sąsiedztwa oceanu, od którego strony mówiło się, że przychodzi Aslan.
Po śmierci Kaspiana IX rządy objął wuj Miraz, który był regentem na czas młodości Kaspiana X, jednak z chwilą gdy ze związku Miraza i Pretensjonaty przyszedł na świat chłopiec, życie Kaspiana zostało zagrożone i musiał tej samej nocy zbiec z zamku. To on wezwał za pomocą magicznego rogu królowej Zuzanny czterech wielkich królów na pomoc. Za panowania Kaspiana X Archenlandią władał król Nain.
W kilka lat po wielkiej wojnie, Kaspian X, mieszkający w już odnowionym Ker-Paravel, wyprawia się w podróż morską na poszukiwanie baronów wygnanych za panowania Miraza. Podczas podróży na statek zostają przeniesieni Edmund i Łucja oraz ich kuzyn Eustachy Scrubb.
W wyniku podróży Kaspian poznaje swoją przyszłą żonę, córkę Ramandu. Z ich związku rodzi się Rilian Odczarowany, którego przyjdzie szukać Eustachemu i jego koleżance Julii Pole po tym, jak sam Aslan przywoła ich z naszego świata, z ogródka szkolnego do Narnii.
Co dzieje się potem, nie wiadomo dokładnie. Pewne jest, że przed ostatnim królem Narnii, Tirianem, władcą był jego ojciec Erlian.
Za panowania Tiriana dochodzi do spisku między szympansem a Tarkaanami i zamieszania z osłem Łamigłówkiem, którego szympans ubrał w lwią skórę i w ten sposób manipulował Narnijczykami, wpędzając krainę w niewolę kalormeńską. Dochodzi do zamieszek przed stajnią, w międzyczasie wywołany zostaje Tasz, bóg Tarkaanów, uosobienie szatana.
Wreszcie pojawia się Aslan i tak jak na początku swoją pieśnią – słowem tworzył Narnię, tak teraz swoim rykiem budzi Ojca Czas i po sądzie „twarzą w twarz” dzieli mieszkańców świata narnijskiego na tych przechodzących przez drzwi, po jego prawej stronie, do nowego świata, krainy Aslana i na tych, którzy żywią gniew do niego, którzy rozbiegają się po jego lewej stronie. Po tym „sądzie ostatecznym” następuje zagłada podobna do tej, jaką obserwowali Digory i Pola w świecie złej królowej Jadis – Charn.
Kraina Aslana okazuje się kopią Narnii, ale znacznie doskonalszą, także rodzeństwo Piotr, Edmund i Łucja, którzy przed pojawieniem się w Narnii w czasie zamieszek z szympansem ulegli śmiertelnemu wypadkowi kolejowemu, odnajdują kopię Anglii, w której odnaleźć można miejsca już nieistniejące a związane z ich miłymi wspomnieniami, jak dom na wsi, gdzie pierwszy raz dostali się do Narnii. Zuzanna nie brała udziału w wypadku, zresztą pochłonięta przez wir „normalnego życia”, odżegnuje się od związków z Narnią, traktując ją jako dziecinną zabawę.

### J.R.R. Tolkien
J.R.R. Tolkien był bliskim przyjacielem Lewisa, jak również pisarzem i chrześcijaninem, który miał wpływ na nawrócenie się Lewisa. Jednak nie udało mu się nawrócić go na katolicyzm.
Jako członkowie grupy literackiej o nazwie Inklingowie, czytali i recenzowali swoje dzieła. Niemniej jednak Tolkien nie był przychylnie nastawiony do opowieści narnijskich, częściowo dlatego, że zawierały one przypadkowe zapożyczenia z mitologii, jak również dlatego, że Tolkien nie lubił historii zawierających podróże pomiędzy światem realnym a fantastycznym. Jednak samemu będąc wierzącym, Tolkien czuł, że fantastyka powinna zawierać wartości chrześcijańskie, ale bez uciekania się do tak oczywistych alegorii jak te, których użył Lewis.

## Czynniki, które wywarły wpływ na Narnię

### Życie Lewisa
Wczesne lata w życiu Lewisa znajdują swoje odzwierciedlenie w Opowieściach z Narnii. Urodzony w 1898 roku w Belfaście przeprowadził się wraz z rodziną do dużego domu na przedmieściach, kiedy miał lat siedem. Dom zawierał długie korytarze i puste pokoje, a Lewis i jego brat wymyślali fantastyczne światy, gdy go przeszukiwali. Tak jak Kaspian i Rilian, tak i Lewis stracił w dzieciństwie matkę. Większość swojej młodości spędził on w szkołach z internatem, co odpowiada edukacji Pevansiech. W trakcie drugiej wojny światowej wiele dzieci zostało ewakuowanych z bombardowanego Londynu. W tym czasie, niektóre z nich, włączając w to jedno o imieniu Łucja, zostało wraz z Lewisem w jego domu w Oksfordzie zupełnie, jak rodzeństwo Pevensiech zostało u profesora.

### Inklingowie
Lewis był głównym członkiem oksfordzkiej grupy dyskusyjnej pod nazwą Inklingowie, która w czasie, kiedy istniała, gościła takich pisarzy jak J.R.R. Tolkien, Charles Williams, Roger Lancelyn Green i brata Lewisa, Warrena Lewisa. Głównym celem spotkań w pokoju autora w Magdalen College, zazwyczaj w każdy czwartek, były niedokończone dzieła ich członków. Uważa się, że niektóre z opowieści narnijskich były czytane grupie dla jej komentarzy i uznania.

### Wpływy mitologii i kosmologii
Fauna cyklu jest zapożyczona z mitologii greckiej i germańskiej. Centaury, na przykład, pochodzą z mitu greckiego, karły natomiast, z mitu germańskiego. Prezydent Centrum Studiów Chrześcijańskich, Drew Totter, zauważył, że producenci filmowej adaptacji Opowieści z Narnii uważali, iż książki odpowiadają archetypowemu modelowi monomitu, szczegółowo przedstawionemu w Bohaterze o tysiącu twarzy Josepha Campbella. Lewis czytał również sporo literatury celtyckiej, która znajduje swoje odzwierciedlenie w całej serii, ale najbardziej widoczna jest w Podróży „Wędrowca do Świtu”. Cała książka przedstawia immrama (wymawianą IM-rah-vuh), co oznacza „Podróż”, rodzaj tradycyjnej, średniowiecznej opowieści Irlandzkiej, w której protagonista żegluje po serii niezwykłych wysp. Tak jak Narnia, tak i średniowieczna Irlandia miała Wielkich Królów, rządzących pomniejszymi królami i królowymi lub księżniczkami. Lewisowski termin „Cair”, użyty w Cair Paravel odzwierciedla walijski termin „Caer” znaczący „forteca” (w angielskich wersjach występuje słowo „Car” – będące częścią takiej nazwy, jak na przykład Cardiff (Walijski odpowiednik to Caerdydd)). Natomiast mała łódź wiklinowa Reepicheepa jest tradycyjną łodzią krajów celtyckich.
Niektóre elementy zawarte w książkach są bardziej średniowieczne, jak kształt jednonogich Monopodów lub Dufflepudsów w Podróży „Wędrowca do Świtu”. Odpowiadają one rodzajowi ludzi, którzy według pewnych dawnych źródeł, mieli żyć gdzieś na cudownym Wschodzie.
W 2008 roku, Michael Ward opublikował książkę zatytułowaną Planeta Narnia, w której wysuwa propozycję traktowania każdej z siedmiu książek, jako jednego z ciał niebieskich lub „planet” znanych w średniowieczu na podstawie ptolemejskiego lub geocentrycznego modelu kosmologicznego. Każde z tych ciał miało przypisane pewne atrybuty i właśnie te atrybuty miały zostać potajemnie użyte przez Lewisa do ułożenia wydarzeń w książkach.

W ‘Lwie’ rodzeństwo Pevansiech zostaje monarchami pod niezależnym Jowiszem; w Podroży „Wędrowca do Świtu” piją światło pod czujnym Solem, rzymskim bogiem słońca; w Księciu Kaspianie umacniają się pod silnym Marsem; w Srebrnym krześle uczą się posłuszeństwa pod podległym Księżycem; w Koniu i jego chłopcu zaczynają lubić poezję pod elokwentnym Merkurym; w Siostrzeńcu czarodzieja otrzymują dający życie owoc pod płodnym Wenus; i w ‘Ostatniej bitwie’ cierpią i umierają pod zimnym Saturnem.

Lewis znany był z zainteresowania średniowiecznym symbolizmem literackim i renesansową astrologią, która jest dużo bardziej widoczna w innych jego książkach, jak chociażby w studiach nad elżbietańskim światopoglądem o tytule Odrzucony obraz (ang. The Discarded Image), jego wczesnej poezji i, dużo wyraźniej, w jego trylogii science-fiction.

### Nazwa Narnia
Pochodzenie nazwy Narnia jest niepewne. Paul Ford stwierdził w swojej książce zatytułowanej Kieszonkowy Podręcznik o Narnii, że nie ma wzmianki mówiącej, iż Lewis sugerował się starożytnym włosko-umbryjskim miastem Nequinium, które zostało podbite przez Rzymian i przemianowane na Narnia w 299 roku p.n.e. od rzeki Nar. Jednakże możliwe jest, że natknął się on przynajmniej na którąś z około siedmiu wzmianek o Narnii z literatury łacińskiej, kiedy to uczęszczał na studia klasyczne w Oxfordzie. Możliwe jest również, ale nie ma na to mocnych dowodów, że Lewis, który studiował średniowieczną i renesansową literaturę, był świadomy odniesienia do Łucji z Narnii z niemieckiego tekstu z 1501 roku zatytułowanego Wunderliche Geschichten von geistlichen Weybbildern (Niezwykłe Historie Kobiet Zakonnych) Ercole’a d’Este. Nie ma natomiast dowodu na związek Tolkienowskiego słowa narn, znaczącego pieśń lub poemat liryczny, z opublikowanym po śmierci Lewisa Narn i Chîn Húrin, niemniej, Lewis mógł część przeczytać lub usłyszeć na spotkaniach grupy Inklingów.

## WpływOpowieści z Narnii

### Wpływ na pisarzy
Współczesna trylogia Philipa Pullmana zatytułowana Mroczne materie jest postrzegana jako odpowiedź na cykl narnijski. Pullman, określający samego siebie jako ateistę, całkowicie odrzuca w swojej serii motywy duchowe, którymi przesiąknięte są Opowieści z Narnii, ale mówi o wielu takich samych zagadnieniach i przedstawia podobne typy bohaterów, włączając w to mówiące zwierzęta. Zarówno Mroczne materie oraz pierwsza wydana książka narnijska rozpoczynają się sceną przedstawiającą małą dziewczynkę, ukrywającą się w szafie.
Neil Gaiman, autor fantasy, napisał w 2004 roku opowiadanie zatytułowane Problem Susan, w którym starsza kobieta, profesor Hastings, jest opisana jako osoba cierpiąca smutek i traumę z powodu swojej rodziny, która zginęła w katastrofie pociągu. Nazwisko kobiety nie jest ujawnione, ale fakt, że wspomina brata Eda, sugeruje dosyć wyraźnie, że to Zuzanna Pevensie, jako starsza kobieta. Gaiman w formie literackiej krytykuje sposób, w jaki Lewis potraktował Zuzannę. Problem Susan jest przeznaczony dla dorosłych czytelników. Również Gaimanowska powieść dla młodych czytelników zatytułowana Koralina jest porównywana do Lwa, czarownicy i starej szafy, ponieważ w obu książkach protagonistami są młode dziewczynki, które podróżują do magicznych światów przez drzwi w ich nowych domach i są zmuszone walczyć ze złem z pomocą mówiących zwierząt. Dodatkowo Gaimanowski cykl opowiadań Sandman zawiera opowiadanie A Game of You, gdzie przedstawiona jest, podobna do Narnii, bajkowa wyspa.
W książce Katherine Paterson zatytułowanej Most do Terabithii jedna z postaci mówi drugiej o swojej miłości do książek C.S. Lewisa i wspomina o Narnii. Niektórzy oskarżali Paterson o plagiat twierdząc, że użyła w swojej książce nazwy narnijskiej wyspy Terebinthia, ale Paterson odpiera te zarzuty, twierdząc, że odniesienie było przypadkowe. Greg Egan, autor science-fiction, w swoim opowiadaniu zatytułowanym Wyrocznia (ang. Oracle) opisuje świat równoległy z autorem o pseudonimie „Jack”, który pisze o fikcyjnym królestwie Nescia i którego żona umiera na raka. Historia korzysta z kilku narnijskich alegorii, aby zbadać zagadnienia religii i wiary w kontekście nauki i wiedzy.

### Wpływ na kulturę masową
Kultura popularna jest pełna odniesień do Opowieści z Narnii, czego można się spodziewać po dziele popularnym przez długi czas. Odniesienia do Lwa Aslana, podróży przez szafę oraz samego cyklu znajdują się w książkach, telewizji, piosenkach, grach i komiksach. Postaci, które lubią opowiadania narnijskie to tytułowa Matylda Roalda Dahla, dzieci w Moście do Terabithii oraz Roger w A Mango-Shaped Space.
Odniesienia muzyczne do Narnii znajdują się w piosence Phisha noszącej tytuł Książę Kaspian z albumu Billy Breathes.
Komiks Liga niezwykłych dżentelmenów (ang. The League of Extraordinary Gentlemen) (tom drugi, numer pierwszy) posiada sporą liczbę odniesień do wielu książek fantasy, włączając w to fragment tekstu odnoszący się do jabłoni z Siostrzeńca czarodzieja. Drugi numer sugeruje możliwość zrobienia szafy z owego drzewa.
Popularne programy telewizyjne, które odnoszą się do Narnii, to między innymi serial Zagubieni (ang. Lost) w postaci Charlotte Staple Lewis, będącej jedynie jednym z licznych odniesień do autora w tym serialu.
Jedno z pośrednich odniesień do Narnii znajduje się w grze komputerowej Simon the Sorcerer i obejmuje scenę w której główna postać znajduje kamienny stół, a następnie stwierdza, że jest on idealny na posiłki dla trolli oraz ogolone lwy oraz w grze The Sims 3: Nie z Tego Świata gdzie występuje zaczarowana szafa, przez którą gracz może podróżować do magicznego świata.

## Krytyka

### Stereotypy dotyczące płci
Przez lata C.S. Lewis oraz jego Opowieści z Narnii były krytykowane z wielu powodów, w dużej mierze przez innych autorów. Większość oskarżeń dotyczy seksizmu i skupia się wokół Zuzanny. W Ostatniej bitwie Lewis napisał o niej, że już dłużej nie jest przyjaciółką Narnii i że jest zainteresowana jedynie pończochami, szminkami oraz przyjęciami.
Autorka cyklu o Harrym Potterze, J.K. Rowling, stwierdziła:

Jest taki fragment, w którym Zuzanna, starsza z sióstr, jest wykluczona z Narnii, ponieważ zaczęła używać szminki. Mam z tym poważny problem, bo Zuzanna stała się niewierząca właściwie dlatego, że odkryła seks.

Philip Pullman, autor trylogii Mroczne materie i tak zajadły krytyk prac Lewisa, że aż okrzyknięty pseudonimem anty-Lewis, określa Opowieści z Narnii jako niezwykle uwłaczające kobietom, interpretując fragmenty o Zuzannie w następujący sposób:

Zuzanna, jak Kopciuszek, przechodzi przemianę w swoim życiu. Lewis się z tym nie zgadzał. W ogóle nie lubił kobiet, a już zupełnie seksualności, przynajmniej na etapie życia w którym pisał Opowieści z Narnii. Był przerażony i zszokowany myślą, że można chcieć dorosnąć.

Niektórzy, jak redaktor magazynu fanowskiego Andrew Rilstone, sprzeciwiają się takiemu poglądowi, twierdząc że cytat traktujący o „szminkach, pończochach i przyjęciach” jest wyciągnięty z kontekstu. Dodają oni, że Zuzanna w Ostatniej bitwie jest wyrzucona z Narnii, ponieważ już w nią nie wierzy. Na końcu książki jest ciągle żywa i ma możliwość ponownie połączyć się z rodziną. Co więcej, dorosłość i jej seksualna dojrzałość są przedstawione w pozytywnym świetle w Koniu i jego chłopcu, a zatem argument, mówiący o szminkach i pończochach, wydaje się być nieuprawnioną nadinterpretacją.
Na dodatek zwolennicy Lewisa przypominają o pozytywnej roli kobiet w cyklu, wymieniając Julię Pole z Srebrnego krzesła, Aravis z Konia i jego chłopca, Polę Plummer z Siostrzeńca czarodzieja i Łucji z Lwa, czarownicy i starej szafy. Jacobs zapewnia, że Łucja jest najbardziej godną podziwu ludzką postacią w Narnii oraz że, w rezultacie, dziewczynki przedstawione są jako znacznie lepsze niż chłopcy. Karin Fry, docent filozofii na uniwersytecie w Wisconsin w Stevens Point, zauważa w książce The Chronicles of Narnia and Philosophy, że najbardziej sympatyczne postaci dziewczynek w „Opowieściach” to te, które uparcie kwestionują tradycyjną rolę kobiety i starają się dowieść swojej wartości Aslanowi poprzez aktywne angażowanie się w przygody, tak jak chłopcy. Fry kontynuuje, mówiąc:

Postaci mają do powiedzenia rzeczy pozytywne i negatywne zarówno o mężczyznach, jak i o kobietach, co sugeruje równość pomiędzy płciami. Problemem jest natomiast, że pozytywne cechy kobiet wydają się być tymi, które mogą wznieść je ponad ich kobiecość. Stereotypowy i sztuczny charakter kobiecych zainteresowań zostaje potępiony.

### Uprzedzenia rasowe
Poza oskarżeniami o seksizm Pullman zarzuca Opowieściom z Narnii pochwalanie rasizmu, oświadczając, że:

Śmierć jest lepsza niż życie; chłopcy są lepsi niż dziewczynki, biali ludzie są lepsi niż ciemnoskórzy; i tak dalej. Nie ma usprawiedliwienia dla tak obrzydliwych bzdur w Narnii, jeżeli potrafisz stawić temu czoła.

Co do oskarżenia o rasizm w Koniu i jego chłopcu redaktorka Kyrie O’Connor pisze:

To po prostu zbyt przerażające. Pomimo tego, że książka posiada nieocenione walory narracyjne to nie trzeba być ekspertem od poprawności politycznej, aby odnaleźć w niej cechy anty-arabskie, anty-wschodnie czy anty-tureckie. Większość tych stereotypów została użyta dla zabawy, jednakże pojawiają się fragmenty, po przeczytaniu których masz ochotę włożyć tę książkę z powrotem do szuflady

Oskarżenia o rasizm oparte są na negatywnym przedstawieniu innych ras, szczególnie Kalormenów. Powieściopisarz Philip Hensher oraz inni krytycy postrzegają to, jako atak na islam. Chociaż obraz Kalormeńczyków ukazany jest przez pryzmat kultury europejskiej to ich religia, przedstawiona przez Lewisa, jest politeistyczna i nie przypomina islamu. Do tego niektórzy z Kalormeńczyków, jak Aravis w Koniu i jego chłopcu, są ukazani w pozytywnym świetle, jako odważne i szlachetne jednostki.

### Pochwała pogaństwa
Lewis był również krytykowany przez niektórych chrześcijan i organizacje chrześcijańskie za pochwalanie pogaństwa i okultyzmu z powodu ciągle powracających motywów pogańskich i, rzekomo heretyckiego, przedstawienia Chrystusa, jako antropomorficznego lwa. Grecki bóg Dionizos i menady są ukazane w pozytywnym świetle (z zastrzeżeniem, że natknięcie się na nie bez Aslana u boku byłoby niebezpieczne), chociaż są one postrzegane, jako wyraźnie pogańskie motywy. Nawet animistyczny bóg rzeki jest przedstawiony w pozytywnym świetle. Josh Hurst z Christianity Today stwierdził, że Lewis nie tylko wahał się nazwać swoje książki alegorią chrześcijańską, ale również zapożyczał motywy z pogańskiej mitologii w takim samym stopniu, jak z Biblii.
Lewis wierzył, że mitologia pogańska mogła służyć jako przygotowanie do chrześcijaństwa zarówno w kwestii historii, jak i wyobraźni jednostki. Sugerował nawet, że współczesny człowiek jest w tak opłakanym stanie, że może być konieczne, aby najpierw uczynić z niego dobrego poganina, a dopiero potem chrześcijanina. Twierdził również, że przyjemność, jakiej dostarczała mitologia klasyczna, w przeciwieństwie do wiary w nią, była obecna w historii chrześcijaństwa przez długi czas, a literatura europejska zawsze posiadała trzy motywy: przyrodzony, nadprzyrodzony, który postrzegany był jako prawdziwy (czyli stosowana w praktyce religia) oraz nadprzyrodzony postrzegany jako fikcyjny (mitologia). Autor trzech książek o Lewisie, Colin Duriez, twierdzi, że Lewis wierzył, iż aby stać się post-chrześcijaninem trzeba przyjąć założenia z jego początków. Lewis nie lubił modernizmu, który postrzegał jako zmechanizowany, sterylny i odcięty od naturalnych więzi ze światem. Nie miał żadnych zastrzeżeń do pogańskiej kultury chrześcijańskiej. Gardził bezwyznaniowym i agnostycznym charakterem modernizmu, ale nie politeistycznym charakterem pogańskiej religii.

### Przyjęcie książek: wpływ religii
Pierwsze recenzje krytyków były pozytywne, a cykl szybko stał się popularny wśród dzieci. Od tamtego czasu jest oczywiste, że zarówno pozytywna, jak i negatywna reakcja na Opowieści z Narnii wiąże się ze światopoglądem religijnym. Pomimo że niektórzy postrzegali Opowieści jako nawracające, to inni twierdzili, że niewierzący czytelnicy również mogą się cieszyć serią ze względu na jej inne walory. Opowieści z Narnii mają duża liczbę zwolenników i są często używane do promowania wartości chrześcijańskich. Wartości te są kierowane bezpośrednio do chrześcijan, a nawet do członków tzw. szkół niedzielnych. Jednak, jak wspomniano powyżej, pewna ich grupa krytykowała cykl za korzystanie z pogańskich motywów, a nawet za błędne przekazywanie treści biblijnych. Autorzy, którzy krytykowali książki, obejmują J.K. Rowling (na gruncie etycznym) i bliskiego przyjaciela Lewisa J.R.R. Tolkiena (na gruncie estetycznym, warto zauważyć, że Tolkien docenił „Opowieści” jako literaturę dziecięcą i podarował jej egzemplarze swoim wnukom). John Goldthwaite, krytyk literacki i przeciwnik chrześcijaństwa, potępia w swojej Naturalnej Historii Fantazji (ang. A Natural History of Make-believe) elitarność i snobizm w książkach.
Przyjęcie Opowieści z Narnii wśród nie-chrześcijan było różne. Obiekcje Philipa Pullmana wywodzą się w większości z jego antyreligijnych poglądów. Z drugiej jednak strony cykl dostał się do neopogańskiego spisu książek dzięki, między innymi, autorce Starhawk. Przychylne Lewisowi recenzje autorów, którzy podzielają część jego religijnych poglądów, można znaleźć w książce Revisiting Narnia zredagowanej przez Shanna Caughey.
Producenci filmu z 2005 roku mieli nadzieje na trafienie do szerokiej publiczności chrześcijańskiej, przyciągniętej do kin przez Pasję Mela Gibsona, jednocześnie chcąc stworzyć film przygodowy, który trafiłby do pozostałych widzów. Jednak zarówno oni, jak i krytycy, obawiali się o te aspekty historii, które mogły zrazić którąś z grup.
Dwie, całkowicie poświęcone Narnii książki analizują cykl, z innego niż religijny punktu widzenia, i dochodzą do diametralnie różnych wniosków na temat zalet serii. David Holbrook napisał wiele psychoanalitycznych diagnoz sławnych powieściopisarzy, takich jak Charles Dickens, D.H. Lawrence, Lewis Carroll i Ian Fleming. Jego książka z 1991 roku zatytułowana Szkielet w Szafie (ang. A Skeleton in the Wardrobe) podchodzi do Opowieści w sposób psychoanalityczny sugerując, że Lewis nigdy nie otrząsnął się po śmierci matki i był przerażony seksualnością kobiet. Ocenia cykl jako nieudaną próbę poradzenia sobie z wieloma konfliktami wewnętrznymi. Holbrook wyżej ceni Siostrzeńca czarodzieja i Póki mamy twarze (ang. Till We Have Faces, Lewisowska przeróbka mitu o Amorze i Psyche) jako ukazujące większą dojrzałość moralną i osobistą. Holbrook jasno daje do zrozumienia, że nie jest chrześcijaninem.
W przeciwieństwie do Holbrooka, Laura Miller w swojej książce z 2008 roku zatytułowanej The Magician's Book: A Skeptic's Guide to Narnia ukazuje Opowieści z innego niż religijny punktu widzenia, jako mające głębokie duchowe i moralne znaczenie. Miller, współzałożycielka Salon.com, łącząc autobiografie i krytykę literacką, opisuje swój opór przed katolickim wychowaniem, gdy była dzieckiem. Wówczas uwielbiała Opowieści z Narnii, ale poczuła się zdradzona, kiedy odkryła ich chrześcijański podtekst. Jako dorosła kobieta dalej zachwycała się Narnią i doszła do wniosku, że książki te to coś więcej niż tylko wartości chrześcijańskie. Paradoksalnie, fragment Mrocznych materii Pullmana, jednego z najostrzejszych krytyków Opowieści, mówiący o tym, że dzieci zawdzięczają wdzięk swojej niewinności, a dorośli doświadczeniu, miał duży wpływ na Miller i jej późniejszy zachwyt nad Opowieściami z Narnii.

## Wszechświat Narnii

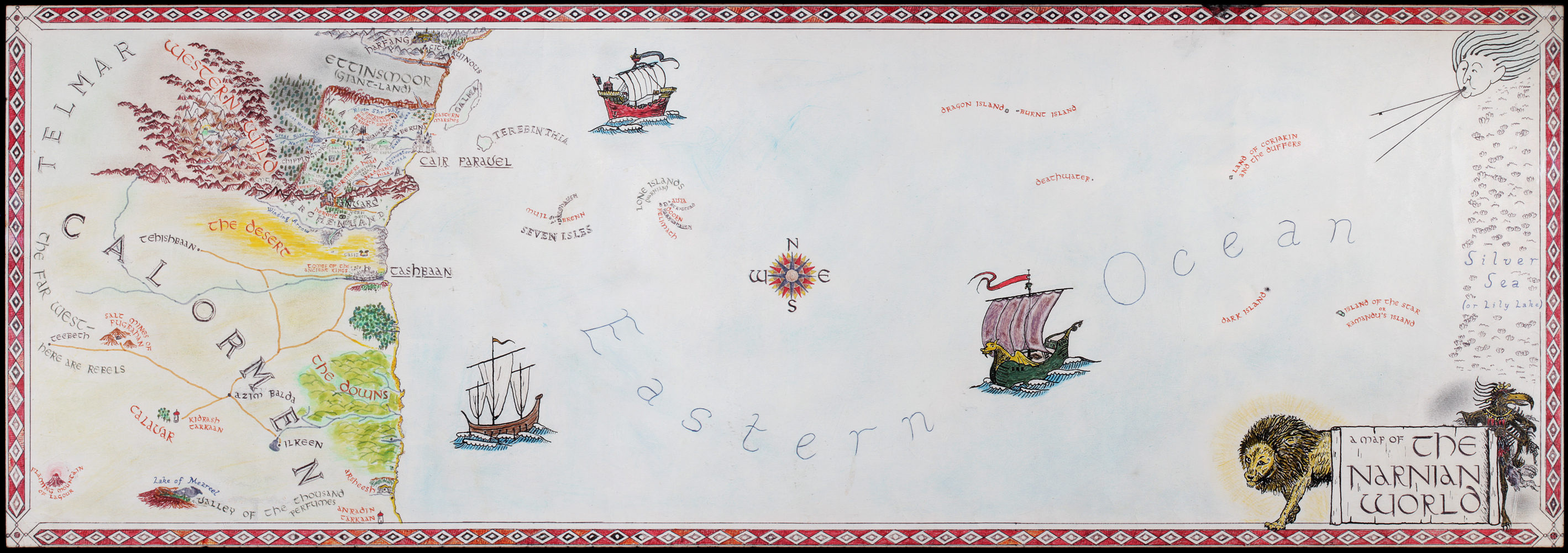
Mapa świata Narnii

Większość wydarzeń ma miejsce w stworzonym przez Lewisa świecie Narnii. Jest on przedstawiony jako jeden z niezliczonych innych światów, włączając w to również nasz własny świat. Przejścia między tymi światami są możliwe, chociaż rzadkie, i mogą nastąpić na skutek wielu przyczyn. Czas w poszczególnych światach płynie niezależnie. Jeżeli od ostatniej wizyty w tym świecie minął rok wówczas może to oznaczać upływ jedynie tygodnia albo aż tysiąca lat w świecie Lewisa. Kraina sama w sobie jest opisana jako zamieszkana przez różne rodzaje stworzeń, z których większość jest rozpoznawana przez osoby zaznajomione z mitologią europejską i brytyjskimi baśniami.

### Mieszkańcy
Narnia jest gęsto zaludniona przez dwa rodzaje mieszkańców: ludzi pochodzących ze świata realnego oraz istoty stworzone przez Aslana i ich potomków. Większość ludzi pochodzących z naszej rzeczywistości gra główne role w książkach, jednak zdarzają tacy, którzy występują jedynie przelotnie. Lewis nie zapożycza postaci z jednego źródła, lecz wielu, dodając kilka swoich pomysłów.

### Topografia
Świat Narnii opisany w Opowieściach jest jednym dużym kontynentem otoczonym Wielkim Wschodnim Oceanem. Na nim znajduje się siedem wysp, takich jak Galma, Terebinthia i Samotne Wyspy, które pojawiają się w Podróży „Wędrowca do Świtu”. Na kontynencie znajdują się krainy Archenlandii, Kalormenu, Telmaru oraz szereg innych regionów, występujących w Opowieściach, jednak nie opisanych, jako osobne kraje. Są to Zachodnie Odludzie, górzysty obszar na wschód od Narnii, i Dzikie Kraje Północy. Dodatkowo Lewis pokrótce opisuje niezwykłe obszary, które istnieją w samej krainie oraz wokół niej, jak, na przykład, krawędź świata.
Warto również zauważyć, że topografia Narnii podlega niszczącym wpływom procesów geologicznych. W Księciu Kaspianie dzieci powracają do Narnii po nieznanym czasie i orientują się, że rzeka, którą poznali w Lwie, czarownicy i starej szafie zmieniła bieg, tworząc w swoim ujściu głębokie wąwozy i krawędzie.
Dostępnych jest kilka map świata Narnii, włączając w to kolorową wersję rysowniczki Pauline Baynes z roku 1972, postrzeganą jako „oficjalną”. Obecnie nie jest drukowana, jednakże dostępne są mniejsze kopie, znajdujące się w opublikowanych w twardej oprawie wydaniach HarperCollins z 2006 roku. Dwie kolejne zostały stworzone na fali popularności filmu Lew, czarownica i stara szafa z 2005 roku. Jedna, zwana Różaną Mapą Narnii, jest luźno oparta na mapie Baynes z symbolem Narnii na spodzie. Druga, stworzona w monochromatycznym i archaicznym stylu, przypominająca Tolkienowską mapę Śródziemia, jest dostępna w książkach oraz na interaktywnej wersji filmu na płycie DVD. Jednakże obejmuje ona wyłącznie Narnię i nie ma na niej innych krajów z tego świata.

### Kosmologia
Powracającym motywem w Opowieściach jest wzajemne oddziaływanie pomiędzy różnymi światami składającymi się na wszechświat Narnii. Przejścia pomiędzy nimi następują na wiele sposobów, a ich celem, zazwyczaj, jest wprowadzenie nowych postaci. Kosmologia krainy nie jest tak wewnętrznie spójna, jak Śródziemie Tolkiena, ale wystarczająco, żeby nadać książkom baśniowego charakteru. W toku wydarzeń dowiadujemy się, że świat jest płaski, geocentryczny, posiada układ gwiazd różny od naszego, oraz że czas mija w nim niezależnie od naszego.

### Historia
Lewis przedstawia czytelnikom cały okres istnienia baśniowego świata, począwszy od procesu stworzenia, poprzez niektóre wydarzenia z jego historii, a kończąc na zniszczeniu. Cechą charakterystyczną książek dla dzieci jest to, że to właśnie one, dzieci pochodzące z naszej rzeczywistości, grają główne role w powyższych wydarzeniach. Historia Narnii składa się z kilku głównych okresów: stworzenia i czasu krótko po nim, rządów Białej Czarownicy, „złotego wieku”, inwazji Telmarów i pokonania ich przez Kaspiana X, rządów Kaspiana i jego potomków oraz zniszczenia świata. Podobnie jak w innych tego typu historiach, narracja niekoniecznie przedstawiona jest w sposób chronologiczny.

## Narnia w innych środkach przekazu

### Telewizja
Pierwsza adaptacja Lwa, czarownicy i starej szafy na potrzeby telewizji miała miejsce w 1967 roku. Dziesięć epizodów, każdy po trzydzieści minut, zostały wyreżyserowane przez Helen Standage. Scenariusz został napisany przez Trevora Prestona i, inaczej niż w przypadku kolejnych adaptacji, nie jest ona w sprzedaży.
W 1979 roku Lew, czarownica i stara szafa została ponownie adaptowana na potrzeby telewizji, jako film animowany współtworzony przez Billa Meléndeza (znanego z A Charlie Brown Christmas oraz Penauts special) i Children’s Television Workshop (odpowiedzialnego za produkcję Ulicy Sezamkowej i The Electric Company). Scenariusz napisał David D. Connell. W tym samym roku produkcja wygrała nagrodę Emmy w kategorii Wybitny Film Animowany. Był to pierwszy pełnometrażowy film tego rodzaju stworzony na potrzeby telewizji. Kiedy trafił on na brytyjskie ekrany, wielu aktorów podkładających głosy zostało zastąpionych aktorami i aktorkami brytyjskimi, włączając w to Leo McKerna, Arthura i Sheila Hancocków. Wyjątkiem był Stephen Thorne, który podkładał głos pod Aslana zarówno w wersji amerykańskiej, jak i brytyjskiej.
W latach 1988–1990 kilka części Opowieści z Narnii zostało skutecznie wykorzystanych przez BBC na potrzeby czterech seriali telewizyjnych. Zostały one nominowane w sumie do czternastu nagród, włączając w to nagrodę Emmy dla Wybitnego Programu dla Dzieci. Z całego cyklu sfilmowano jedynie Lwa, czarownicę i starą szafę, Księcia Kaspiana, Podróż „Wędrowca do Świtu” oraz Srebrne krzesło. W późniejszym czasie seriale te przekształcono w trzy pełnometrażowe filmy, łączące Księcia Kaspiana i Podróż „Wędrowca do Świtu” w jeden, a następnie wydano na kasetach VHS oraz płytach DVD.

### Radio
W latach osiemdziesiątych została stworzona wersja na potrzeby BBC Radio 4 i szybko zyskała uznanie krytyków. Mająca tytuł Opowiadania z Narnii przedstawiała całą historię, trwając około piętnaście godzin. W Wielkiej Brytanii cykl został wydany przez BBC Audiobooks na kasetach i płytach CD.
W 1981 roku Michael Hordern czytał skrócone wersje klasycznych opowiadań przy akompaniamencie muzycznym Marisy Robles, grającej na harfie, oraz Christophera Hyde-Smitha, grającego na flecie. Zostały one wprowadzone na rynek w 1997 roku przez Collins Audio. Kolejne wydanie miało miejsce w 2005 roku.
Pomiędzy rokiem 1999, a 2002 Focus on the Family stworzył radiową adaptację wszystkich siedmiu książek w swoim programie o nazwie Radio Theatre. Produkcja składała się z ponad setki aktorów (włączając w to Paula Scofielda, jako narratora, oraz Davida Sucheta, jako Aslana) orkiestry i dźwięku w jakości kinowej. Całkowita czas nagrania wynosi ponad dwadzieścia dwie godziny. Douglas Gresham, pasierb C.S. Lewisa, patronuje cyklowi. Ze strony internetowej Focus on the Family:

Pomiędzy latarnią i Ker Paravel na zachodnim morzu leży Narnia, mistyczna kraina, w której zwierzęta posiadają umiejętność mówienia, leśne fauny spiskują z ludźmi, moce ciemności planują podbój, zbierając się na krańcu świata, aby prowadzić wojnę z prawowitym władcą królestwa, a wielki lew Aslan jest jej jedyną nadzieją. Do tego zaczarowanego świata dostaje się grupa niespodziewanych podróżnych. Zwykli chłopcy i dziewczynki, kiedy stawiają czoła niebezpieczeństwom, doświadczają niesamowitych lekcji odwagi, poświęcenia, przyjaźni i honoru.

### Teatr
Lew, czarownica i stara szafa została wystawiona w 1984 roku w Londyńskim Westminster Theatre przez Vanessa Ford Productions. Obmyślona przez Marty Flood, zaadaptowana przez Glyna Robbinsa i wyreżyserowana przez Richarda Williamsa sztuka była wystawiana na tournée artystycznym, ponownie w teatrze Westminster oraz The Roayalty Theatre do roku 1997. Doszło również do inscenizacji innych książek o Narnii, takich jak Podróż „Wędrowca do Świtu” (1986), Siostrzeniec czarodzieja (1988) i Koń i jego chłopiec (1990). Dzięki Samuel French London z Wielkiej Brytanii istnieje możliwość wystawiania adaptacji Opowieści z Narnii Robbinsa.
W 1998 roku dzięki Royal Shakespeare Company miała miejsce premiera Lwa, czarownicy i starej szafy. Powieść została zaadaptowana przez Adriana Mitchella, a muzykę skomponował Shaun Davey. Reżyserem musicalu początkowo był Adrian Noble, a obmyśliła go Lucy Pitman-Wallace. Został on dobrze przyjęty i był wystawiany w trakcie wakacji od 1998 do 2002 roku w Royal Shakespeare Thaetre w Stratford. Następnie z musicalu stworzono sztukę wystawianą w Londyńskich teatrach, takich jak Barbican Theatre i Sadler’s Wells. O musicalu napisała gazeta The London Evening Standard, pisząc:

Przepiękne odtworzony przez Lucy Pitman-Wallace musical Adriana Nobla ukazuje całą grozę i tajemnicę tej skomplikowanej mitycznej opowieści, jednocześnie nie będąc zbyt snobistyczny, aby zniżać się do tak ckliwych sztuczek jak oburzający obóz reniferów czy bóbr pracoholik. Wiara staje się coraz mniej znacząca w naszych opanowanych przez naukę oraz technologię czasach, jednakże dzięki tej wspaniałej i szumnej produkcji można zrozumieć, jak potrafi być kusząca.

Adaptacja Adriana Mitchella miała swoją premierę w Stanach Zjednoczonych w 2000 roku wraz ze zwycięzcą nagrody Tony, czyli Minneapolis Children Theatre Company. Pierwszy spektakl na zachodnim wybrzeżu odbył się w Seattle Children’s Theatre w czasie świąt w sezonie 2002/2003 (i ponownie w sezonie 2003/2004). Prawa do tej adaptacji w Wielkiej Brytanii należą do Samuela Frencha.
Inne warte odnotowania produkcje Lwa, czarownicy i starej szafy to komercyjna produkcja Malcolm C. Cooke Productions z Australii (wyreżyserowanej przez Nadie Tass i opisaną przez Douglasa Greshama, jako najlepszą sztukę na bazie tej powieści, jaką kiedykolwiek widział) oraz produkcja Trumpets Theatre, jednego z największych teatrów komercyjnych na Filipinach.
Uproszczona wersja musicalu o Narnii (zaadaptowanego przez Jules’a Tasca, z muzyką Thomasa Tierneya oraz warstwą tekstową Teda Drachmana) jest obecnie wystawiana w Stanach Zjednoczonych dzięki TheatreworksUSA. Pełne oraz objazdowe wersje musicalu są na licencji Dramatic Publishing, która licencjonowała również adaptacje Lwa, czarownicy i starej szafy Josehpa Robinette’a oraz Siostrzeńca czarodzieja Auranda Harrisa.
Licencjonowana wersja musicalu Podróż „Wędrowca do Świtu” miała swoją światową premierę w 1983 roku w Northwestern College (Minnesota) w Totino Fine Arts Center. Scenariusz napisał Wayne Olson, a muzykę skomponował Kevin Norberg.
W ostatnich latach teatralne produkcje Opowieści z Narnii stały się popularne w środowisku aktorów oraz teatrów młodzieżowych. Musical Lew, czarownica i stara szafa, napisany specjalnie dla młodszych aktorów, jest dostępny dzięki Josefowi Weinbergerowi.

### Adaptacje filmowe
7 grudnia 2001 roku ogłoszono, że Walden Media podpisało umowę z C.S. Lewis Company na wyprodukowanie filmów na podstawie Opowieści z Narnii. Filmowa wersja Lwa, czarownicy i starej szafy, zatytułowana Opowieści z Narnii: Lew, czarownica i stara szafa, została wyprodukowana przez Walden Media i wydana przez Walt Disney Pictures.
Film został wyreżyserowany przez Andrew Adamsona. Miał swoją premierę 7 grudnia 2005 roku i odniósł sukces finansowy; był czwartym najlepiej sprzedającym się filmem w Stanach Zjednoczonych w 2005 roku i najlepiej sprzedającym się filmem wytwórni Disneya tego roku.
Studio Disneya wyprodukowało także ekranizację drugiej powieści z cyklu, którą zatytułowano Opowieści z Narnii: Książę Kaspian i wydano 15 maja 2008 roku.
W grudniu 2008 roku ogłoszono, że Disney wycofał się z dalszego finansowania projektów z serii Opowieści z Narnii między innymi ze względu na niskie w ich ocenie dochody drugiego filmu, stawiając powstanie filmu Opowieści z Narnii: Podróż Wędrowca do Świtu pod znakiem zapytania. Ostatecznie jednak finansowanie projektu zostało przejęte przez 20th Century Fox. Starając się naprawić błędy popełnione przy drugim filmie zastąpili także Andrew Adamsona Michaelem Aptedem na stanowisku reżysera trzeciego filmu serii. Film miał swoją premierę 30 listopada 2010 roku w Londynie, natomiast do dystrybucji trafił 9 grudnia 2010 w Wielkiej Brytanii. W Polsce miał swoją premierę 25 grudnia 2010.

#### Dalsze adaptacje
22 marca 2011 roku pojawiła się informacja, że trwają negocjacje Walden Media ze studiem 20th Century Fox dotyczące kolejnej ekranizacji, która miałaby być na podstawie szóstego tomu, zatytułowanego Siostrzeniec czarodzieja. Jednakże w październiku 2011 roku Douglas Gresham oficjalnie oświadczył, że umowa z Walden Media wygasła, a zatem zapowiadany projekt nie zostanie zrealizowany.
W maju 2012 roku producent Douglas Gresham potwierdził, że w kontrakcie zawartym z Walden Media została zawarta klauzula, że kolejny film, niezwiązany z Walden Media, może zostać wyprodukowany dopiero siedem lat po zakończeniu kontraktu, zatem najwcześniej w 2018 roku.
1 października 2013 ogłoszono, że C.S. Lewis Company podpisało umowę z Mark Gordon Company na ekranizację Srebrnego krzesła. Do napisania scenariusza filmu został zatrudniony David Magee. Producentem przedsięwzięcia zostali Mark Gordon, Douglas Gresham i Vincent Sieber. W lipcu 2014 roku oficjalna strona Opowieści z Narnii ogłosiła konkurs na imię dla Pani w Zielonej Szacie, głównej antagonistki powieści. Zwycięskie imię miałoby być użyte w ostatecznej wersji scenariusza filmu. W sierpniu 2016 roku ogłoszono, że firmy TriStar Pictures, Entertainment One oraz The Mark Gordon Company sfinansują przedsięwzięcie, natomiast Sony oraz eOne odpowiedzialne będą za dystrybucję. 26 kwietnia 2017 roku ogłoszono, że zatrudniono Joe Johnstona w roli reżysera. W pod koniec października 2017 roku, w wywiadzie podczas Comic Con Paris 2017 Johnston powiedział, że rozpoczęcie zdjęć do filmu  planowane jest pod koniec 2018 roku.
3 października 2018 roku ogłoszono, że Netflix podpisał kontrakt z C.S. Lewis Company na wyprodukowanie serii nowych adaptacji Opowieści z Narnii. Netflix wykupił prawa do wszystkich siedmiu tomów powieści. Producentami wykonawczymi zostali Mark Gordon, Douglas Gresham oraz Vincent Sieber. Podpisanie tego kontraktu oznacza również przerwanie prac nad wcześniej zapowiedzianym filmem będącym adaptacją Srebrnego krzesła na rzecz nowo-zapowiedzianego projektu.
12 czerwca 2019 roku ogłoszono, że osobą odpowiedzialną za całokształt projektu dla Netflixa został Matthew Aldrich.

### Muzyka
Odniesienia do Opowieści z Narnii pojawiły się również w muzyce. Grający chrześcijańskiego rocka zespół o nazwie Relient oraz brytyjska hardrockowa grupa Ten nagrały piosenki odnoszące się do Lwa, czarownicy i starej szafy nazwane odpowiednio In like a Lion (Always Winter) i The Chronicles. Natomiast Szwedzki zespół Narnia, grający chrześcijański power metal, opiera swoje piosenki na bazie Opowieści z Narnii i Biblii, umieszczając postać Aslana na wszystkich swoich okładkach.
Muzyczna opowieść Lwa, czarownicy i starej szafy zatytułowana The Roar of Love została wydana w 1980 roku przez ówczesny zespół chrześcijański o nazwie 2nd Chapter of Acts.

### Audiobooki
Opowieści z Narnii dostępne są w formie audiobooków czytanych przez Andrew Sachsa i wydanych przez Chivers Children’s’ Audio Books.
W 1979 roku Caedmon Records rozpoczął sprzedaż skróconych wersji wszystkich siedmiu książek na kasetach czytanych przez Iana Richardsona (Lew, czarownica i stara szafa i Srebrne krzesło), Clair Bloom (Książę Kaspian i Siostrzeniec czarodzieja), Anthony’ego Quayle’a (Podróż „Wędrowca do Świtu” i Koń i jego chłopiec) oraz Michaela Yorka (Ostatnia bitwa).
HarperAudio również wydał cykl w formie audibooków czytanych przez brytyjskich oraz irlandzkich aktorów, takich jak Michael York (Lew, czarownica i stara szafa), Lynn Redgrave (Książę Kaspian), Derek Jacobi (Podróż „Wędrowca do Świtu”), Jeremy Northam (Srebrne krzesło), Alex Jennings (Koń i jego chłopiec), Kenneth Branagh (Siostrzeniec czarodzieja) i Patrick Stewart (Ostatnia bitwa).
Trzecia wersja audiobooków wydana przez Collins Audio obejmuje dwie wersje. Pierwszą czytaną przez sir Michaela Hordena z oryginalną muzyką skomponowaną oraz wykonaną przez Marisę Robles i drugą czytaną przez aktora Toma Bakera.
W latach 1998–2003 Focus on the Family Radio Theatre nagrał wszystkie siedem książek narnijskich na CD. Każda z nich składała się z trzech płyt, z wyjątkiem Siostrzeńca czarodzieja oraz Lwa, czarownicy i starej szafy, które zajmowały dwie. Audiobooki zostały wydane w porozumieniu z The C.S. Lewis Company i zawierały wprowadzenie Douglasa Greshama. Do nagrań zatrudniono ponad stu aktorów, wykorzystano orkiestrę i cyfrowy zapis dźwięku. Gwiazdami tej wersji są Paul Scofield w roli narratora, David Suchet jako Aslan, Elizabeth Counsell jako Biała Wiedźma oraz Richard Suchet jako Kaspian X.

### Gry komputerowe
W listopadzie 2005 roku miała miejsce premiera gry wydanej przez Buena Vista Games – Lew, czarownica i stara szafa – markę wydawniczą Disneya, na podstawie filmu stworzonego przez Walden Media/Walt Disney Pictures. Powstały wersje na większość z istniejących wówczas platform sprzętowych, takich jak PC, Nintendo GameCube, Xbox i Playstation 2. W kategorii konsoli kieszonkowych konwersji doczekały się Nintendo DS i Game Boy Advance stworzone przez developera Griptonite Games.
W maju 2008 roku wyszła także część druga serii – Książę Kaspian – oparta na filmie o tym samym tytule. Wyszła na PC, Nintendo DS, Nintendo Wii, Xbox, Xbox360, Playstation 2, telefony komórkowe i Playstation 3.